# Mamelucco (schiavo)
Il termine arabo mamelucco (in arabo ﻣﻤﻠﻮﻙ‎?, mamlūk, pl. in arabo ﻣﻤﺎﻟﻴﻚ‎?, mamālīk) identifica uno schiavo (lett. "posseduto").
Nel senso di "servo di Dio" si usa il termine ʿabd (in arabo ﻋﺒﺪ‎?) che, in questo caso, è un perfetto sinonimo di "credente" (muʾmin) o "musulmano" (muslim).
Per indicare invece un servo, senza alcuna altra caratteristica che non sia quella di una persona assegnata obbligatoriamente a compiere determinati duri lavori o incarichi e che dipende in tutto e per tutto dal suo padrone, si usa comunque il sostantivo ʿabd un cui sinonimo è khādim (in arabo ﺧﺎﺩﻡ‎?).
In un'accezione semanticamente positiva, il termine mamlūk veniva usato anche per indicare gli uomini avviati al "mestiere delle armi", in cui la condizione di schiavitù si credeva potesse rafforzare il sentimento di assoluta fedeltà al proprio comandante/padrone, nella speranza di un proprio affrancamento che, in effetti, il più delle volte aveva luogo, come ricompensa dei buoni servizi resi.

Sinonimo in questo senso di mamlūk è ghulām (in arabo غلام‎?, pl. ghilmān in arabo ﻏﻠﻤﺎﻥ‎?): termine che può talora essere anche visto come sinonimo di paggio, senza quindi che sia necessariamente esistente un vincolo di proprietà fra lui e il suo referente.